# 킴 드라큘라
새뮤얼 웰링스 (Samuel Wellings), 킴 드라큘라 (Kim Dracula) 로 알려져 있는 그는 호주, 태즈메이니아주 호바트 출신의 트랩 메탈/ 하드코어 펑크 음악가이다. 그의 곡들은 틱톡에서 유명세를 얻었다. 그는 오리지널 작품과 일반적으로 장르와 관련이 없는 노래의 메탈 커버로 알려져 있다.
킴 드라큘라는 2020년에 EP COVID-19를 발매한 호주의 헤비 메탈 밴드 제스터포즈의 보컬리스트이기도 하다.

## 커리어
2020년 11월, 킴 드라큘라는 레이디 가가의 "Paparazzi"의 틱톡 메탈 커버를 공개했다. 이 곡은 2020년 12월 11일 스포티파이에 발매되었다. 그들의 "Paparazzi" 커버는 몇 달 안에 6백만 건의 유튜브 조회수, 1,300만 건의 스포티파이 재생, 60,000건 이상의 틱톡 클립에서 사용되며 큰 인기를 얻었다. 이 노래의 엄청난 성공은 킴 드라큘라를 2020년 호주 틱톡 음악 아티스트 중 Sia, 이기 아젤리아 (Iggy Azalea), 미아 로드리게스 (Mia Rodriguez)에 이어 4위로 끌어올렸다.
"Paparazzi" 곡의 백만 개의 플레이 기록를 달성한 후, 킴 드라큘라는 "이것은 단지 시작일 뿐 ❤️"이라는 제목과 함께 축하 틱톡 비디오를 업로드했다. 2021년 1월, "Paparazzi"는 스포티파이의 글로벌 바이럴 차트 50위에 진입했고, 1월 13일에는 4위까지 올랐다.같은 달, 킴 드라큘라는 빌보드 이머징 아티스트 (Billboard Emerging Artists) 차트에서 47위로 데뷔했는데, 이는 핫 록 & 얼터너티브 송 차트에 31위로 진입한 "Paparazzi"의 성공에 힘입은 바 크다.
2021년 4월까지, 킴 드라큘라의 "Paparazzi" 커버는 틱톡 조회수 1340만 건, 유튜브 조회수 3300만 건, 스포티파이 청취수 5500만 건을 기록했으며, 킴 드라큘라는 호주 틱톡에서 두 번째로 팔로워 수가 많은 인물로 올라섰다.

## 디스코그래피

### 싱글

#### 리드 아티스트
| 제목                 | 연도 | 피크 차트 포지션 | 피크 차트 포지션 | 앨범              |
| 제목                 | 연도 | NZ Hot           | US               | 앨범              |
| -------------------- | ---- | ---------------- | ---------------- | ----------------- |
| "Killdozer"          | 2020 | —                | —                | Non-album singles |
| "1800-CLOSE-UR-EYES" | 2020 | —                | —                | Non-album singles |
| "Say Please!"        | 2020 | —                | —                | Non-album singles |
| "Paparazzi"          | 2020 | 19               | —                | Non-album singles |

#### 피쳐링
| 제목                                                       | 연도 | 앨범             |
| ---------------------------------------------------------- | ---- | ---------------- |
| "The Bard's Last Note" (Ricky Desktop, 킴 드라큘라 피쳐링) | 2020 | Non-album single |
| "Vinny Rotten" (SosMula, 킴 드라큘라 피쳐링)               | 2021 | 13 Songs 2 Die 2 |
| "Червь / Worm" (IC3PEAK, 킴 드라큘라 피쳐링)               | 2022 | Non-album single |